# بئادییا دل کامینو
بئادییا دل کامینو (به اسپانیایی: Boadilla del Camino) یک شهرستان در اسپانیا است که در استان پالنسیا واقع شده‌است.

## خصوصیات
بئادییا دل کامینو ۲۸ کیلومترمربع مساحت و ۱۶۶ نفر جمعیت دارد.